# بركان تيكيلا
بركان تيكيلا (بالإسبانية: Volcán de Tequila)‏ هو بركان على قمة جبل ارتفاعه 2,920 متر (9,580 قدم) عن مستوى سطح البحر. ويقع في قرية تيكيلا في ولاية خاليسكو غرب المكسيك. يُصنف البركان على أنه من أنواع البراكين الطبقية وهي براكين مخروطية الشكل، تشكلت بفعل ظاهرة الغوص المحيطي وهي شديدة الانحدار وتتكون من الحمم البركانية والرماد المتصلب وغيرها من مواد التفرا وحجارة الخفاف. معظم ارتفاعات الجبل تكون أعلى من 2500 متر فوق سطح البحر تحتوي القمم على منحدرات بسيطة تصبح تدريجياً أكثر انحداراً. ونظراً لثوران البركان لعدة مرات فإن البركان لديه العديد من التباينات في الشكل تعطي ميزات وأشكال مختلفة مثل شكل مسرح أو كالديرا.

## تاريخ البركان
بالمقارنة مع البراكين الأخرى يعتبر بركان تيكيلا ذو عمر طويل، استمر ثوارنه أكثر من البراكين الأخرى وذلك لأنه من البراكين الطبقية. لا يوجد تاريخ محدد للوقت الذي كان فيه البركان نشطاً، لكن يمكننا معرفة نشاطه وفقًا لحقله البركاني وبنيته. حيث يبلغ الحقل البركاني لبركان تيكيلا 1600 كم³، البركان حالياً يعتبر خامداً، ولم يعد نشطاً، لكن في حالة ثار من جديد فسوف يولد انفجاراً عنيفاً جداً. هذا النوع من البراكين كبير جداً وذلك لوجود نظام قنوات داخلها يسمح بنقل اللافا من باطن الأرض نحو السطح، وهذا النوع من البراكين يشبه جبل فوجي وجبل سانت هيلين.
يحتوي البركان على العديد من فتحات التهوية، مما أدى لاختراق الحمم للجدران، وبالتالي تكونت الصدوع على طول الجبل، وهذه الأسباب تجعل الجبل قابل للنمو عرضاً وطولاً. لذلك تيكيلا من الجبال المميزة في العالم في صفاته وانفجاراته العنيفة.

### بركان تيكيلا في الوقت الحاضر
حالياً لا يُشكل بركان تيكيلا أي تهديد للسلامة العامة لمن يقف عليه أو للمجتمعات والمزارع التي حوله، وهو خامل منذ حوالي 220,000 سنة. والآن هو مغطى بالنباتات والأشجار ويسهل الوصول إلى قمته وإلى فوهة البركان دون أي مخاطر تذكر.

## بركان تيكيلا في الثقافة الشعبية
ساهمت خصوبة تربة جبال بركان تيكيلا بزراعة نبات الأغاف (خاصة الأغاف الأزرق)، والذي تم زراعته من السكان المحليين بكثافة لإنتاج مشروب التيكيلا المشهور عالمياً، وكذلك مشروب الميزكال. وبسبب مشروب التيكيلا استفادت ولاية خاليسكو بشكل كبير جداً اقتصادياً واجتماعياً وثقافياً من هذا المشروب، وحققت شهرة واسعة جداً عالمياً. وبفضل الحمم البركانية التي تدفقت في قرية تيكيلا أصبحت التربة غنية جداً بالعناصر الغذائية المفيدة لنمو نبات الأغاف وقد أصبحت زراعة الأغاف الأزرق تحديداً المهيمنة على الزراعة في قرية تيكيلا، حيثُ لا يمكن صناعة مشروب التيكيلا المشروب الوطني في المكسيك إلا من الأغاف الأزرق Agave tequilana. ويعمل ربع سكان القرية المحليين في زراعة الأغاف، و1200 عامل آخرين في عمليات التقطير والمصانع التابعة لها.